# 綠葉製藥
綠葉製藥集團有限公司，簡稱綠葉製藥集團，以及綠葉製藥（英語：Luye Pharma Group Limited，港交所：2186、新交所除牌時A61.SI），在1994年由劉殿波（董事會主席）創立，當時名為「烟台绿叶制药公司」。
業務主要經營天然药物、新型制剂和生物技术产品的研发、生产和销售。主要地區在北京、南京、烟台、泸州，以及新加坡设有生产和研发基地。該總部位於山东省烟台市莱山区宝源路9号，以及新加坡直落亚逸街137号5樓5室。
股份當時在2004年5月5日於新加坡交易所主板上市，而上市公司前身為「亞洲藥業集團有限公司」。招股價為0.28坡元，配售新股為105,000,000股，集資額為29,400,000坡元。
而在2012年3月2日鼎晖投资、中信产业投资基金管理公司，以及新天域资本，進行收購安博凯(MBK Partners)手中收购绿叶制药集团有限公司(下称绿叶制药)55%的股权。
綠葉製藥招股價5.38至5.92港元之間，全球配售為9.99億股，而集資額為53.78億至59.17億港元，售股大股東為綠葉投資、新天域（New Horizon）、鼎暉、CPE Greenery、花旗私募基金及新加坡政府投資公司（GIC）。另外惠理基金斥資1億美元、麥格理基金斥2,500萬美元認購等該公司。。
2018年5月9日綠葉製藥以5.46億美元向阿斯利康製藥收購思瑞康及思瑞康緩釋片的許可權利，涉及指定地區覆蓋51個國家和地區，包括中國、英國、巴西、澳大利亞、南韓及馬來西亞等。

## 連結
- Luye.cn （页面存档备份，存于）